# 圣弗雷迪亚诺堂 (佛罗伦萨)

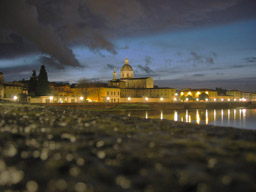
从卡瑞拉桥看

圣弗雷迪亚诺堂（Chiesa di San Frediano in Cestello）是一座罗马天主教教堂，位于意大利托斯卡纳大区佛罗伦萨的奥特拉诺区。
名称中的cestello来自于在1628年占用教堂的熙笃会。在此之前这个地点是一座附属于加尔默罗会天使圣母修道院的1450年的教堂。
在1680年至1689年，此教堂被改建。1689年，由安东尼奥·马里亚·费里增加了雄伟的穹顶和钟楼。
这个地点的前身是一座修道院，圣玛大肋纳（1566年至1607年）在此居住和死去。她出生在佛罗伦萨一个贵族家庭。她曾经历神魂超拔，看见神圣的意志要求教会进行改革。她在1662年被册封为圣人。她的遗体被转移到佛罗伦萨市中心以她的名字命名的教堂。
在食堂有一幅“最后的晚餐”。在耳堂有“荣耀中的圣母与圣徒” 、“耶稣受难与圣徒”和“圣老楞佐殉教” （15世纪末）。在左侧第三小堂，是了一幅彩色的木制“圣母和圣子”（1350）、壁画“熙笃会会祖的生活场景”(1688–1689) 。